# Norton Knatchbull, 3.º Conde Mountbatten de Birmânia
Norton Louis Philip Knatchbull, 3°. Conde Mountbatten da Birmânia, 8.º Barão Brabourne, (nascido em 8 de outubro de 1947) conhecido até 22 de setembro de 2005 como lord Romsey, é o filho mais velho do barão John Knatchbull, 7.º Barão Brabourne e Patricia Knatchbull, 2.ª Condessa Mountbatten da Birmânia é um descendente da rainha Vitória do Reino Unido. Atual conde de Mountbatten de Burma, está na linha de sucessão ao trono britânico. Ele é amigo próximo da família real britânica, e é um dos seis padrinhos do príncipe Guilherme, Príncipe de Gales. Ele é afilhado do príncipe Filipe, Duque de Edimburgo.
Sucedeu a sua mãe como 3.° Conde Mountbatten da Birmânia no 13 de junho de 2017, quando ela morreu.

## Armas, Títulos e estilos

- O Honorável Norton Knatchbull (1947-1979)
- Lorde Romsey (1979-2005)
- O Muito Honorável o Barão Brabourne (2005-2017) [nota 1]
- O Muito Honorável o Conde Mountbatten da Birmânia (2017-presente).